# Nassarius howardae
Nassarius howardae är en snäckart som beskrevs av Fenner A. Chace 1958. Nassarius howardae ingår i släktet nätsnäckor, och familjen Nassariidae. Inga underarter finns listade i Catalogue of Life.